# Piper listeri
Piper listeri är en pepparväxtart som beskrevs av C. Dc.. Piper listeri ingår i släktet Piper och familjen pepparväxter. Inga underarter finns listade i Catalogue of Life.